# Онлайн
„Онлайн“ (на английски: Online, буквално „на линия“) е термин от областта на информационните и комуникационни технологии. Впоследствие обаче употребата му се разширява, той излиза от границите си и чрез общуването на хората и асоциацията свързана с него, се превръща в по-широко понятие. Антоним на „онлайн“ е „офлайн“ (Offline).
В компютърните технологии и телекомуникациите „онлайн“ обозначава състояние на устройство или определена техническа или електронна част, което е под пряк контрол на друго такова устройство или част, свързано е с него и е готово за експлоатация.
„Онлайн“ може да бъде състоянието например на e-mail програма, която вече е свързана чрез мрежата с определен сървър и изтегля съобщенията в компютъра, браузърът, чието състояние може да се определи от потребителя дали да бъде „онлайн“ или „офлайн“. При първото той автоматично ще се опитва да прочете уебстраници от даден сървър, при второто, потребителят може да работи с локални копия на уебстраниците, които предварително са били запазени в компютъра, без опити за свързване с мрежата.
Респективно, терминът „онлайн“ може да се употреби и в други примери (телевизия, радио, телефон, и др. вид на комуникация), но смисълът му остава същият.